# Гозфрид (граф Мэна)
Гозфрид (фр. Gauzfrid; умер в 878) — граф Мэна с 865 года и маркиз Нейстрии с 865 года; сын графа Мэна Роргона I и Билишильды.

## Биография

### Правление
При ликвидации герцогства Ле-Ман в 861 году король Карл II Лысый образовал Нейстрийскую марку, но при этом он обошёл приближённых к его сыну Людовику Младшему Роргонидов, что вызвало их недовольство. Гозфрид, вместе с братом Роргоном II, восстал, вступив в союз с королём Бретани Саломоном III.
После смерти брата Гозфрид унаследовал в 865 году графство Мэн. Вскоре в результате интриг ему удалось добиться назначения себя маркизом Нейстрии в Нормандскую марку.
В 866 году Гозфрид вместе с маркграфом Нейстрии Робертом Сильным и герцогом Аквитании Рамнульфом I участвовал в неудачном для франков сражении с викингами Гастинга вблизи Бриссарта. В этой битве он получил тяжёлое ранение.
Гозфрид умер в 878 году, его дети в этот момент были ещё недостаточно взрослыми, поэтому графство Мэн и Нормандскую марку унаследовал его двоюродный брат, граф д’Эрбо Рагенольд.

### Семья
Имя жены Гозфрида неизвестно. О детях существуют противоречивые сведения. Двое сыновей установлены с уверенностью:
- Гозлен II (ум. в 914) — граф Мэна.
- Гозберт — граф в 912 году.

Согласно работам Катарины Китс-Роган, к возможным детям Гозфрида следует добавить ещё двух сыновей:
- Гозфрид — граф в 886 году.
- Эрве — граф в 912 году.